# Gordon Sherven
Gordon R. Sherven (* 21. August 1963 in Weyburn, Saskatchewan) ist ein ehemaliger kanadischer Eishockeyspieler, der in seiner aktiven Zeit von 1981 bis 2000 unter anderem für die Edmonton Oilers, Minnesota North Stars und Hartford Whalers in der National Hockey League gespielt hat.

## Karriere
Gordon Sherven begann seine Karriere als Eishockeyspieler in der Mannschaft der University of North Dakota, in der er von 1981 bis 1984 aktiv war. Zuvor wurde er im NHL Entry Draft 1981 in der zehnten Runde als insgesamt 197. Spieler von den Edmonton Oilers ausgewählt, für die er bei den Calgary Flames am 27. März 1984 sein Debüt in der National Hockey League gab. Vier Tage später bei den Los Angeles Kings erzielte er auf Zuspiel von Paul Coffee sein erstes Tor. In der folgenden Spielzeit startete er vielversprechend mit einem Hattrick im dritten Saisonspiel bei den Quebec Nordiques. Nach 37 Spielen, in denen er neun Tore und sieben Vorlagen verbuchte, wurde er im Tausch für Mark Napier im Laufe der Spielzeit zu den Minnesota North Stars transferiert, für die er bis Saisonende in insgesamt 35 Spielen 14 Scorerpunkte, darunter zwei Tore, erzielte. Nach weniger als einem Jahr gaben die North Stars den ehemaligen Junioren-Nationalspieler wieder an die Edmonton Oilers ab, bei denen er bis zum Ende der Saison 1985/86 allerdings nur noch fünf Mal eingesetzt wurde. Die restliche Zeit verbrachte er bei deren Farmteam aus der American Hockey League, den Nova Scotia Oilers.
Von 1986 bis 1988 stand Sherven bei den Hartford Whalers in der NHL unter Vertrag, lief jedoch fast ausschließlich für das kanadische Nationalteam in Vorbereitung auf die Olympischen Winterspiele im eigenen Land auf. Zur Saison 1988/89 wurde der Kanadier vom SB DJK Rosenheim verpflichtet, mit denen er auf Anhieb die Deutsche Meisterschaft gewann. Nach vier Spielzeiten verließ er die Bayern und trat in der Saison 1992/93 für den Zürcher SC in der Schweizer Nationalliga A an. Nachdem der Rechtsschütze in der Saison 1993/94 mit dem EC Hedos München erneut die deutsche Meisterschaft gewinnen konnte, spielte er in der folgenden Spielzeit für deren Nachfolgeteam, die Maddogs München in der neugegründeten Deutschen Eishockey Liga. Zur Saison 1995/96 wechselte der ehemalige NHL-Profi innerhalb der DEL zur Düsseldorfer EG, mit der er zum dritten Mal in seiner Laufbahn deutscher Meister wurde. Nachdem sich der Verein 1998 aus finanziellen Gründen aus der DEL zurückziehen musste, kehrte er zu seinem Ex-Club aus Rosenheim zurück, bei dem er 2000 im Alter von 36 Jahren seine Karriere beendete, nachdem sich die Starbulls ebenfalls aus der DEL zurückgezogen hatten.

### International
Für Kanada nahm Sherven an der U20-Junioren-Weltmeisterschaft 1983 sowie den Olympischen Winterspielen 1988 in Calgary teil.

## Erfolge und Auszeichnungen
- 1983 Bronzemedaille bei der U20-Junioren-Weltmeisterschaft
- 1983 Bronzemedaille bei der Weltmeisterschaft
- 1989 Deutscher Meister mit der DJK SB Rosenheim
- 1991 Topscorer der Bundesliga-Playoffs
- 1994 Deutscher Meister mit dem EC Hedos München
- 1996 Deutscher Meister mit der Düsseldorfer EG